# Masacrul din Simele
Masacrul din Simele (siriacă ܦܪܡܬܐ ܕܣܡܠܐ pramta d-Simele, arabă مذبحة سميلمذبحة سميل maḏbaḥat Summayl) a fost un masacru comis de către forțele armate ale Regatului Irak condus de Bakr Sidqi în timpul unei campanii contra asirienilor din nordul Irakului, în august 1933. Termenul este folosit pentru a descrie nu numai masacrul din Simele, dar și uciderile care a avut loc în 63 de sate asiriene în provincia Dohuk și raionul Mosul, în care au murit între 5.000 și 6.000 de asirieni.
Înainte de aceasta, în timpul genocidului asirian, în timpul și după primul război mondial, în anii Imperiului Otoman, mai mult de jumătate din populația asiriană a Turciei a fost masacrată. Termenul "genocid" a fost inventat de Raphael Lemkin, care a fost influențat în mod direct de povestea acestui masacru și a genocidului armean.

## Impact cultural
În memoria masacrului Simele,  ziua de 7 august a devenit oficial cunoscută ca Ziua Martirilor sau Zi Națională de Doliu a comunității asiriene în lume, așa cum a fost proclamată de către Alianța Universală Asiriană în 1970. În 2004, guvernul sirian a interzis unei organizații politice asiriene să comemoreze evenimentul și a amenințat cu arestarea în caz de încălcare a interdicției. . Muzicianul asirian Shlimon Bet Shmuel a compus un cântec despre acest eveniment. Masacrul a făcut obiectul mai multor poezii și   și povestiri, inclusiv cea de scriitorul americano- armean William Saroyan, intitulat „Șaptezeci de mii asirieni”, scrisă în 1934.